# Gymnastes gloria
Gymnastes gloria là một loài ruồi trong họ Limoniidae. Chúng phân bố ở miền Australasia.